# Natura 2000
Natura 2000 je soustava chráněných území, kterou společně vytvářejí členské státy Evropské unie. Je určena k ochraně nejvzácnějších a nejvíce ohrožených druhů živočichů, rostlin a nejvzácnějších přírodních stanovišť na území Evropské unie. Záměrem Natury 2000 je ochrana biologické rozmanitosti a jednotlivá území jsou navrhována podle přesně stanovených kritérií.
Aby tohoto úkolu bylo dosaženo co nejefektivněji, proběhlo (či mělo proběhnout) ve všech členských státech mapování přírodních biotopů. Členské státy EU mají povinnost vybrat na svém území nejhodnotnější lokality s výskytem významných živočišných a rostlinných druhů a přírodních stanovišť. Rozloha těchto lokalit by měla být taková, aby bylo zabezpečeno zachování příznivého stavu předmětu ochrany na území celého státu, tzn. ve stavu stejném nebo lepším než v okamžiku vyhlášení. Členský stát Evropské unie má povinnost zajistit odpovídající ochranu i druhům celoevropsky hodnotným, které jsou ale v daném státě hojně rozšířené a nemají v něm tudíž zajištěnou legislativní ochranu (v Česku např. čolek velký, datel černý).
Pod ochranu Natury 2000 spadá na území celé Evropské unie 253 nejohroženějších typů přírodních stanovišť, 200 druhů živočichů, 434 druhů rostlin a 181 druhů ptáků. V Česku se z toho vyskytuje 58 typů přírodních stanovišť, 55 druhů živočichů, 16 druhů rostlin a 65 druhů ptáků.
Soustava Natura 2000 je vytvářena dvěma typy území:
- Ptačí oblast – zkráceně PO (ang. Special Protection Area – SPA)
- Evropsky významná lokalita – zkráceně EVL – lokalita významná pro Společenství (anglicky Site of Community Importance – SCI) nebo EVL – zvláštní oblast ochrany (anglicky Special area of conservation – SAC)[1]

## Právní předpisy

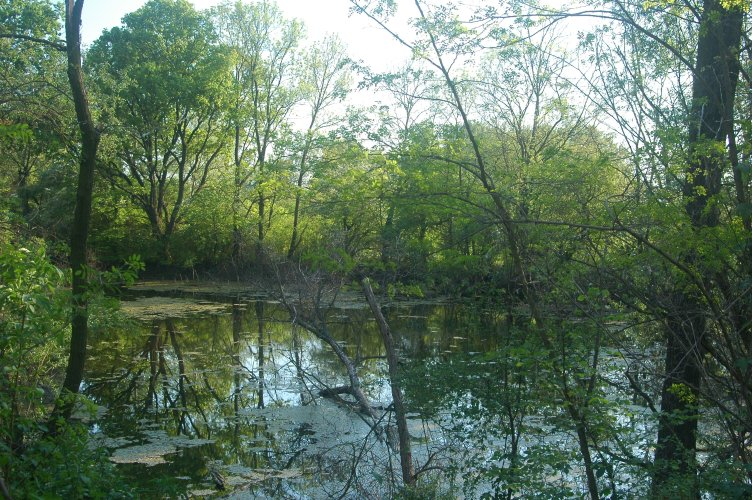
Moravská malá jezírka – jedna z chráněných oblastí v Natura 2000

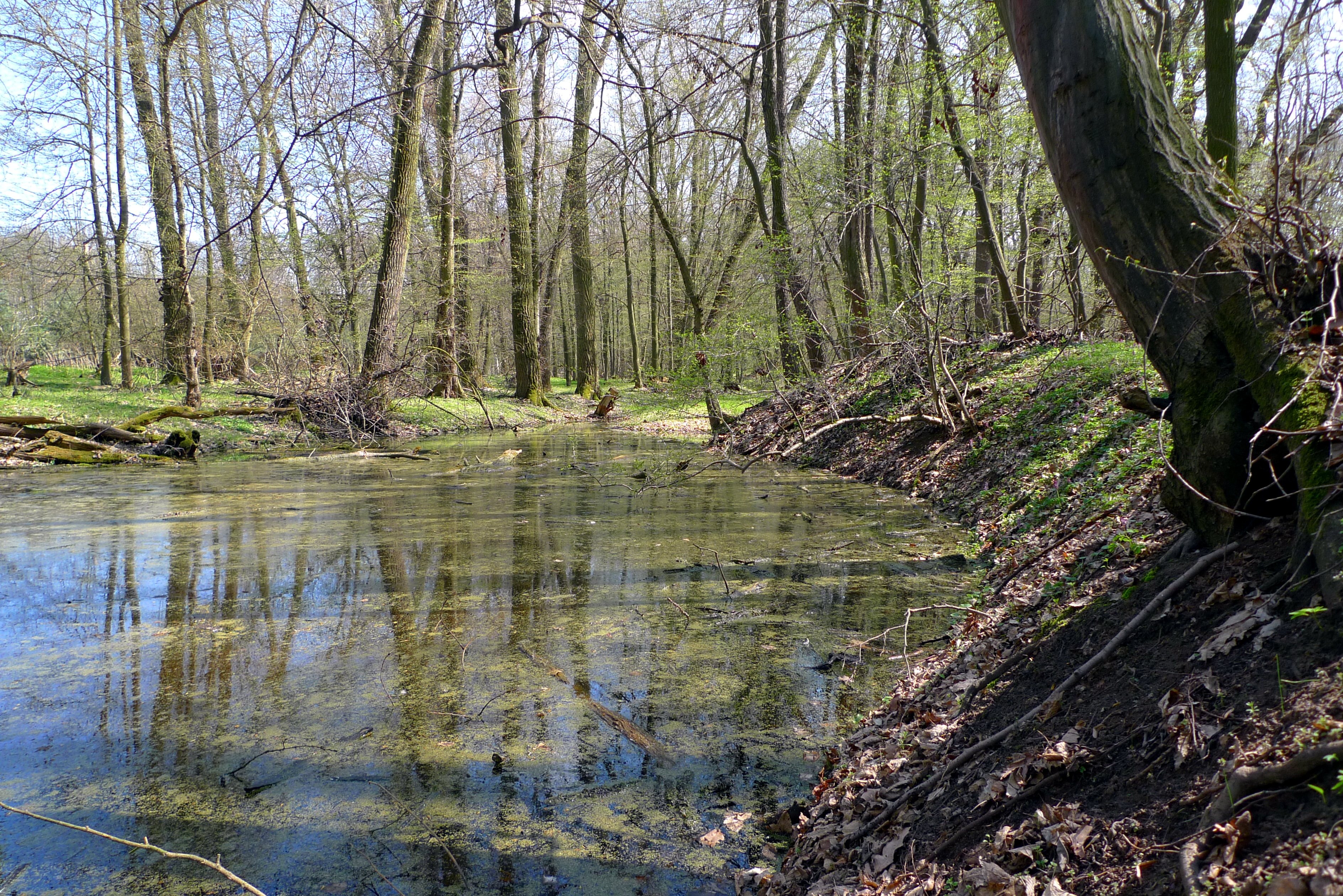
Hrbáčkovy tůně oblast v Natura 2000 ve středních Čechách

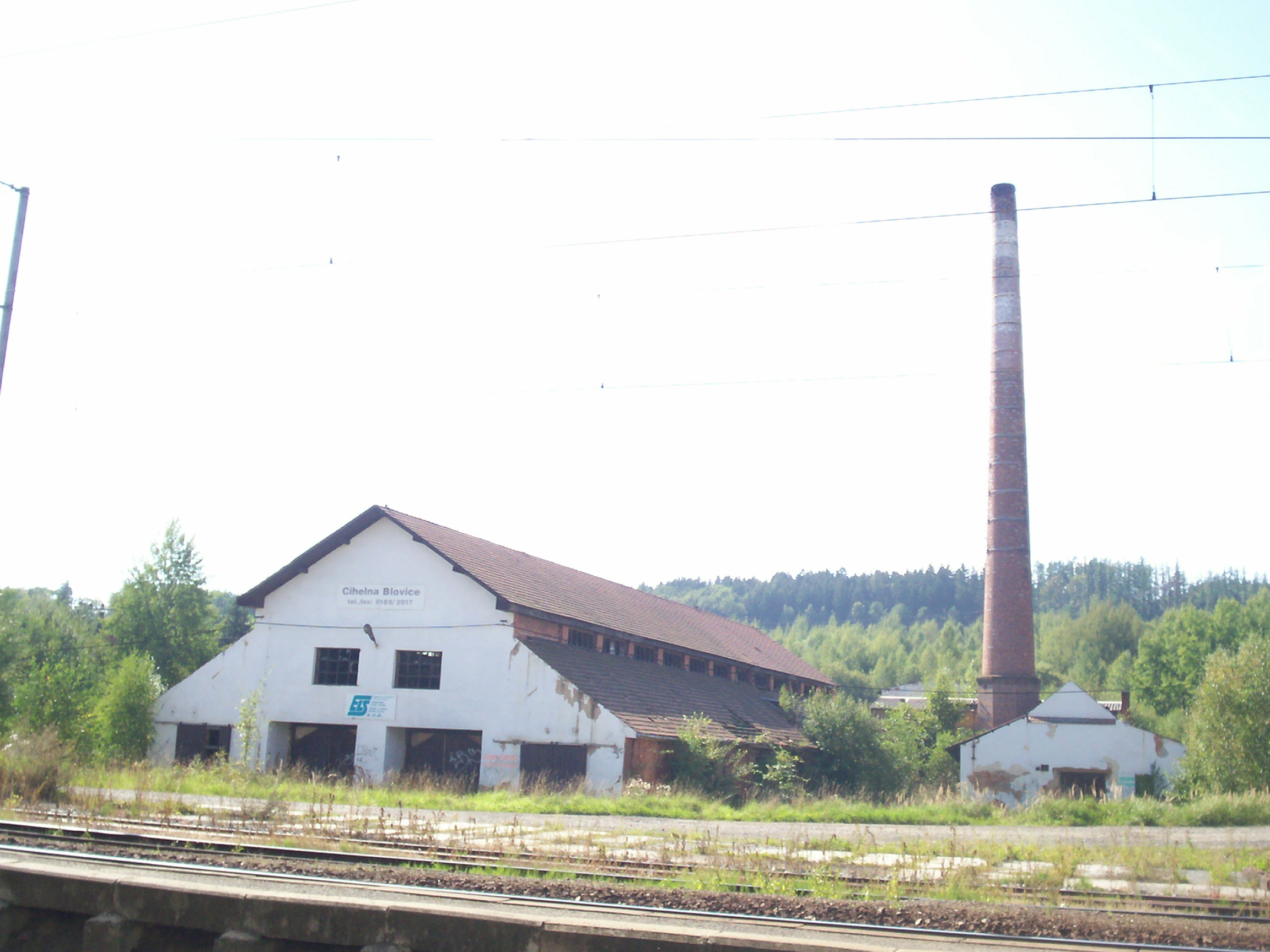
Cihelna v Blovicích – další z chráněných oblastí Natura 2000

Soustava Natura 2000 je podložena ochranou podle dvou směrnic:
- směrnice 147/2009/ES O ochraně volně žijících ptáků (podle této směrnice se vyhlašují tzv. ptačí oblasti.)
- směrnice 92/43/EHS O ochraně přírodních stanovišť, volně žijících živočichů a planě rostoucích rostlin (slouží ke vzniku zvláště chráněných území pro vybraná přírodní stanoviště a druhy rostlin a živočichů).

Ochranu území začleněného do soustavy Natura 2000 si určuje každý členský stát na svém území podle svých vlastních zákonů. Má však povinnost převést do svého právního řádu výše uvedené evropské směrnice. V Česku byly směrnice začleněny do zákona č. 114/1992 Sb. O ochraně přírody a krajiny.

## Výběr a vznik oblastí Natura 2000
Při výběru území se klade důraz hlavně na kvalitu území než na jejich prostorové uspořádání a jejich vzájemné propojení (vzniká soustava, nikoliv síť). Jsou vybírána podle pravidel uvedených ve směrnici 92/43/EHS O ochraně přírodních stanovišť, volně žijících živočichů a planě rostoucích rostlin. Výběr území musí zahrnovat nejcennější území s výskytem nejpočetnějších populací chráněných druhů a nejzachovalejších přírodních stanovišť a musí být doložen aktuálními vědeckými poznatky.
Vytváření soustavy Natura 2000 není jakkoli omezeno už existujícími chráněnými oblastmi na území státu. Přesto často dochází k překrývání se stávajícími chráněnými územími.
Při vzniku území Natura 2000 je odlišný postup pro ptačí oblasti a evropsky významné lokality:
- ptačí oblasti jsou vybírány členským státem a poté přímo nahlašovány Evropské komisi. Nemají přesná pravidla, podle kterých jsou vybírána, ale musí svojí rozlohou zajistit dostatečnou ochranu vybraných druhů ptáků.
- evropsky významné lokality stát vybere a poté předloží Evropské komisi tzv. národní seznam území (pSCI). Evropská komise vybírá z tohoto seznamu „lokality významné pro Evropské společenství (SCI)“ a popřípadě navrhuje do seznamu další, státem neuvedené, lokality. Lokality, které byly schváleny Evropskou komisí, musí stát do 6 let vyhlásit jako evropsky významné lokality. Při výběru evropsky významných lokalit pro typy přírodních stanovišť významně přispěl projekt Mapování biotopů.

## Ochrana v oblastech Natura 2000
Území je vyhlašováno pro konkrétní druhy a nebo přírodní stanoviště. Ochranná opatření jsou tedy přesně cílena na daný předmět ochrany a nemají jednotný ochranný režim (na rozdíl např. od dnešní NPR), liší se od sebe podle příslušných ochranných fenoménů.
Už při vzniku soustavy Natura 2000 byla myšlenka, že není potřeba omezovat aktivity, které nemají negativní vliv na chráněný druh nebo stanoviště. Chráněná území soustavy Natura 2000 jsou často zakládána na územích, kde se běžně hospodaří. Pokud nemá dosavadní způsob hospodaření negativní vliv na předmět ochrany, může beze změny pokračovat na daném území stávající způsob hospodaření. Občas je však nutno upravit způsob hospodaření potřebám, pro které bylo území vyhlášeno.
Dojde-li k situaci, kdy druhy podléhající ochraně začnou působit hospodářské škody, ohrožovat letecký provoz, či bude-li potřeba regulovat jejich stavy z jiných závažných důvodů, jsou ve směrnicích uvedeny tzv. odchylky. Ty umožňují za přísně kontrolovaných podmínek ochranná opatření, aby bylo zabráněno vzniku škod. Odchylky mohou být místního, regionálního nebo celostátního rozsahu podle četnosti a rozsahu působení škod.

## Česko
V Česku za přípravu soustavy Natura 2000 odpovídá Ministerstvo životního prostředí České republiky. Na základě jeho pověření zodpovídá za naturové oblasti Agentura ochrany přírody a krajiny ČR.
Počet chráněných míst v Česku k prosinci 2022 činí nyní 1153 a jejich rozloha činí asi 14 % území státu. Z toho je vyhlášeno 1112 evropsky významných lokalit a 41 ptačích oblastí, a to pro 153 druhů a 61 stanovišť.